# Институт искусства Академии искусств Ирана
Институт искусства Академии искусств Ирана (перс. پژوهشکده هنر‎) был создан в 2004 году (на основании лицензии Совета по распространению высшего образования при Министерстве науки, исследований и технологий сообразно с задачами, обязанностями и структурой этого министерства) с целью удовлетворения определённой части исследовательских запросов страны в области искусства. Целью создания Института является развитие и распространение научных изысканий в области искусства, а также создание необходимого русла для совершенствования соответствующей исследовательской деятельности.

## Обязанности и прерогативы
1. Выявление и изучение исследовательских запросов в новых направлениях искусства, имеющих место в обществе, и составление программы для актуализации научного потенциала научно-исследовательских центров, работающих в этой области.
2. Осуществление фундаментальных и прикладных исследовательских проектов и разработок с целью реализации задач Института.
3. Научное сотрудничество с национальными и зарубежными университетами и исследовательскими учреждениями с целью повышения качества исследовательской деятельности в новых направлениях исламского и национального искусства при соблюдении соответствующих законов и правил.
4. Предоставление консультационных услуг физическим и юридическим лицам на основе результатов научно-исследовательской работы Института.
5. Публикация журналов, научных монографий, учебной литературы, производство компьютерных программ, согласующихся с задачами Института, в соответствии с определёнными критериями и правилами.
6. Проведение научных конференций и презентация научных достижений в рамках обучающих семинаров с соблюдением правил Института.

## Руководство Института искусства
1. Совет попечителей, в который входят: а) президент Академии искусств (председатель); б) министр науки, исследований и технологий или его представитель; в) председатель Организации управления и планирования ИРИ или его представитель; г) директор Института (секретарь); д) 3—5 исследователей в области культуры, играющих заметную роль в развитии Института.
2. Директор, избираемый из числа научных сотрудников по представлению президента Академии искусств и утверждаемый министром науки, исследований и технологий, а также приказом президента Академии искусств сроком на 4 года.
3. Исследовательский совет, состоящий из директора Института (председатель), заместителя директора по науке Института (секретарь), заведующих исследовательскими группами и 2—5 научных сотрудников.

## Текущие исследовательские проекты
Искусство после разочарования в мире (изучение влияния теории Макса Вебера на критику в адрес искусства и памятников авангарда).
Иконографическое исследование орнаментальных надписей «благословенных усыпальниц», например, Хазрат-е Ма‘суме (Кум).
Изучение символики и мифологических пластов религиозных предметов, используемых в обрядах иранских зороастрийцев.
Критическое мышление в истории искусства, критика искусства.
Сравнительно-аналитическое изучение художественного оформления списков Авесты.
Ирано-китайские связи в области искусства эпохи Ильханидов: взаимовлияние в живописи.
Бессмертие в древнюю эпоху (особый взгляд на китайское искусство).
История эволюции критики изобразительного искусства в Иране (1921—1978 гг.).
Сравнительное изучение воззрений Олега Грабаря и Роберта Хилленбрандта на исламское искусство.